# 西藏占星術
西藏占星術（藏語：དཀར་རྩིས་，威利转写：dkar rtsis），發展於西藏的傳統占星術，影響到西藏的曆法與宗教。同時受到中國占星術與印度占星術的影響，藏傳佛教的思想滲透其中，是其特色。在西藏傳統中，被認為是十種學科之一。達賴喇嘛等重要政教領袖，都有專人為他們進行占星占卜，對於政治有重要影響力。在平民生活中也有重要地位。